# Estación de Caldas de Malavella
Caldas de Malavella (en catalán y según Adif Caldes de Malavella) es una estación ferroviaria situada en el municipio español de Caldas de Malavella, en la provincia de Gerona, comunidad autónoma de Cataluña. Dispone de servicios de Media Distancia operados por Renfe.

## Situación ferroviaria
La estación se encuentra en el punto kilométrico 13,5 de la línea Barcelona-Cerbère en su sección Massanet-Massanas a Port Bou y Cerbère a 94,5 metros de altitud. El tramo es de vía doble y está electrificado.

## Historia
La estación fue inaugurada el 3 de marzo de 1862 con la puesta en marcha del tramo Empalme (situado en Massanet) - Gerona de la línea que pretendía unir Barcelona con la frontera francesa. Las obras y explotación inicial corrieron a cargo de la Compañía de los Caminos de Hierro de Barcelona a Gerona fundada en 1861. Esta última cambiaría poco después su razón social a Compañía de los Caminos de Hierro de Barcelona a Francia por Figueras. En 1875, la unión de la Compañía del Ferrocarril de Tarragona a Martorell y Barcelona con la compañía antes mencionada dio lugar al nacimiento de la Compañía de los ferrocarriles de Tarragona a Barcelona y Francia o TBF. En 1889, TBF acordó fusionarse con la poderosa MZA. Dicha fusión se mantuvo hasta que en 1941 la nacionalización del ferrocarril en España supuso la desaparición de todas las compañías privadas existentes y la creación de RENFE. 
Desde el 31 de diciembre de 2004 Renfe Operadora explota la línea mientras que Adif es la titular de las instalaciones ferroviarias.

## La estación
Se encuentra al oeste de la localidad. El edificio para viajeros es una amplia estructura de tres pisos y base rectangular similar a otras estaciones de este mismo tramo como Sils. Cuenta con dos vías generales (vías 1 y 2), dos vías derivadas (vías 4 y 6) y dos vías muertas (vías 3 y 5). El acceso a las mismas se realiza gracias a un andén lateral y otro central.
En la planta baja se encuentra la sala de espera, las taquillas y una cafetería. En el exterior existe un aparcamiento habilitado. Conserva también un antiguo muelle de carga junto a la vía 5.

## Servicios ferroviarios

### Cercanías
Caldas de Malavella es una estación de la línea RG1 de Cercanías de Gerona.

### Larga Distancia
El tráfico de Larga Distancia con parada en la estación cesó en 2015 con la supresión del tren Estrella que cubría el trayecto Madrid-Chamartín ↔ Cerbère / Portbou.

### Media Distancia
El tráfico de Media Distancia que posee la estación es especialmente significativo en la medida en que todas las relaciones existentes que salen de Barcelona con destino a Gerona, Figueras, Portbou y Cerbère y viceversa tienen parada en Caldas. 
| Línea MD | Trenes      | Origen/Destino |  | Destino/Origen                  | Equivalente Rodalies de Catalunya |
| -------- | ----------- | -------------- |  | ------------------------------- | --------------------------------- |
| 33       | MD Regional | Barcelona      |  | Gerona Figueras Portbou Cerbère |                                   |